# Revista Ilustrada Jorba
La Revista Ilustrada Jorba fou una publicació de periodicitat mensual publicada de juliol de 1909 fins al desembre de 1937.

## La revista
La Revista Ilustrada Jorba era una revista gratuïta per als clients i proveïdors dels Magatzems Jorba, de vuit pàgines a dues columnes en format 320 x 220 mm. La seva portada estava presidida per algun tipus d'il·lustració, normalment una fotografia. Tenia un tiratge de quinze mil exemplars mensuals. Tot i ser d'origen manresà era escrita en castellà, perquè Jorba tenia molts clients i proveïdors arreu de l'Estat. Això no obstant, amb el temps incorporà alguns treballs en català, tots ells de caràcter literari i se'n publicà un número, el 52 (corresponent a l'octubre de 1913) tot en català i acabà sent una publicació bilingüe.
A la portada de cada número apareixia imprès sota el títol el següent: "Obsequio mensual que la casa JORBA y demás anunciantes envían gratuitamente a quienes lo pidan". Fou editada per Pedro Jorba e hijos de 1909 a 1923, per Industrias y Almacenes Jorba, S.A. i a partir de 1936 per Industrias y Almacenes Jorba, Colectivizados. Després de la col·lectivització de la casa Jorba, la revista canvià la seva estètica per una de molt més moderna i encara més dependent de la imatge. La redacció de la revista estava ubicada al carrer del Born número 36, a la plaça de sant Domènech número 2 i al carrer Nou número 49. La seva impressió i enquadernació es feia a Manresa, a càrrec de la Impremta Sant Josep situada al carrer Sobrerroca número 25 i 27. La seva funció principal era comercial i publicitària de la casa Jorba, però també feia gala d'un aire lúdic i cultural molt característic que, juntament amb la gran quantitat d'il·lustracions que mostrava (moltes de l'autor Lluís Uró i Servitja), la van fer molt popular. Cada número tenia, generalment, una pàgina dedicada a alguna personalitat destacada del moment (que podia ser la portada), una pàgina que tractava sobre aspectes culturals (normalment elements arquitectònics) d'altres ciutats de l'Estat espanyol, una o dues pàgines que tractaven sobre aspectes quotidians de la llar (receptes de cuina o la fabricació casolana de filtres en són dos exemples publicats), dues o tres pàgines més de passatemps diversos (poemes, acudits, refranys il·lustrats, contes i endevinalles) i, finalment una pàgina de publicitat que tancava la revista.
Els seus directors foren del juliol de 1909 a 1926: Dr. Oleguer Miró i Borràs (metge i escriptor, Manresa 28 - 9 - 1849/3 - 4 - 1926), de l'abril de 1926 al setembre 1934: Anton Busquets i Punset (mestre i literari, Sant Hilari Sacalm 20 - 10 - 1876/19 - 8 - 1934), i de l'octubre de 1934 a 1937: Miquel Bosch i Jover (mestre, poeta i escriptor).

## Curiositats
- En el número 2 de la revista, corresponent a l'agost de 1909, la revista tancava així (en relació als fets de la Setmana Tràgica):

"La casa P. Jorba é hijos de esta ciudad, con motivo de los graves sucesos ocurrridos en Manresa y otras poblaciones de Cataluña durante la última semana del pasado mes de Juilo, ha desistido de tomar parte en la próxima fiesta mayor; ya que acostumbraba á hacerlo todos los años, para contribuir al mayor explendor de la misma".
- La primera endevinalla que publicà la revista fou: "Con un juego celebrado y un punto cardinal resultará que el total es mundo deshabitado". La solució era "Polo Norte" (publicada al següent número de la revista).